# 華碩ZenFone Go (ZB552KL)
ASUS ZenFone Go ZB552KL是由華碩设计、开发和销售的Android智能手机，是一款入門手机。

## 規格

### 硬件
比上一代電池容量大。
螢幕尺寸大。
多了雙色溫 LED 補光燈。

### 軟件
使用上Android 6操作系統，並且搭配上華碩自家客製化系統ZenUI。